# فولكسونومي

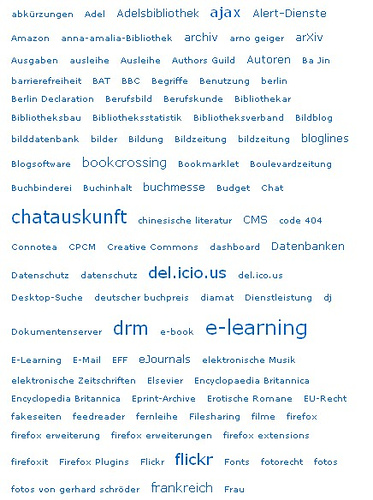

فولكسونومي (بالإنجليزية: Folksonomy )‏ هو ترتيب محتويات موقع بطريقة تعاونية بين المستخدمين باستخدام كلمات تُربط بكل محتوى بغرض وصفه، وتُعرف هذه الكلمات بالبطاقات أو الـ(Tags). ببساطة، يستطيع أي مستخدم بحرية كتابة وصف لمحتوى – مثل صورة أو مقال- بكلمة أو بمجموعة من الكلمات.
مثال على ذلك، لو افترضنا صورة في موقع فليكر Flickr لقطة صغيرة، فماذا يمكن أن تصف الصورة؟ من الممكن وصفها بالكلمات: “قطة” ، أو “حيوان” ، أو “حلوة” مثلا! الخطوة التالية هي جمع هذه الكلمات واعتبارها “كتصنيفات” لمحتويات الموقع! و النتيجة أن تصنيفات الموقع اُختيرت من قبل المستخدمين أنفسهم وليس من قبل ملاّك الموقع.

## النشأة
كلمة (Folksonomy) هي من ابتكار Thomas Vander Wal ، وهو مهندس معلومات. ابتكر الكلمة والتي تبدأ بـ(Folks) وتعني “الناس” نظيراً لكلمة (Taxonomy) و تعني التصنيف أو علم التصنيف، وهنا يتجلى المعنى (Folksonomy) أي التصنيف من قبل الناس، أو بالتعاون.

## مثل تطبيق
يمكنك برمجتها بالكامل كما يشرح هذا الموضوع في موقع petefreitag.com. لكن يوجد خيار أسهل وهو موقع TagCloud الذي يقوم بصنع سحابة بطاقاتك الخاصة وذلك بإضافة وصلات مواضيع موقعك وخلاصاته الـ RSS فقط. موقع TagCloud حالياً متوقف عن الخدمة بغرض تطويره بعد زيادة الطلب على خدماته المجانية.
1. ↑  "معلومات عن فولكسونومي على موقع jstor.org". jstor.org. مؤرشف من الأصل في 2020-01-10.
2. ↑  "معلومات عن فولكسونومي على موقع vocab.getty.edu". vocab.getty.edu. مؤرشف من الأصل في 2020-02-01.
3. ↑  "معلومات عن فولكسونومي على موقع aleph.nkp.cz". aleph.nkp.cz. مؤرشف من الأصل في 2019-12-11.

petefreitag.com